# Litteraturåret 1883

## Nya böcker

### A – G
- Bilder från Italien av Alfhild Agrell
- Damernas paradis av Émile Zola
- Dikter på vers och prosa av August Strindberg
- Dramatiska arbeten I av Alfhild Agrell
- Elfvan av Anne Charlotte Leffler
- Ett liv av Guy de Maupassant
- Familien paa Gilje av Jonas Lie
- Gift av Alexander Kielland

### H – N
- La Légende des siècles Tome III av Victor Hugo
- L'Archipel de la Manche av Victor Hugo
- Livsslaven av Jonas Lie
- Miarka, la fille à l'ourse (fr.) av Jean Richepin
- Nana Sahib (fr.) av Jean Richepin

### O – U

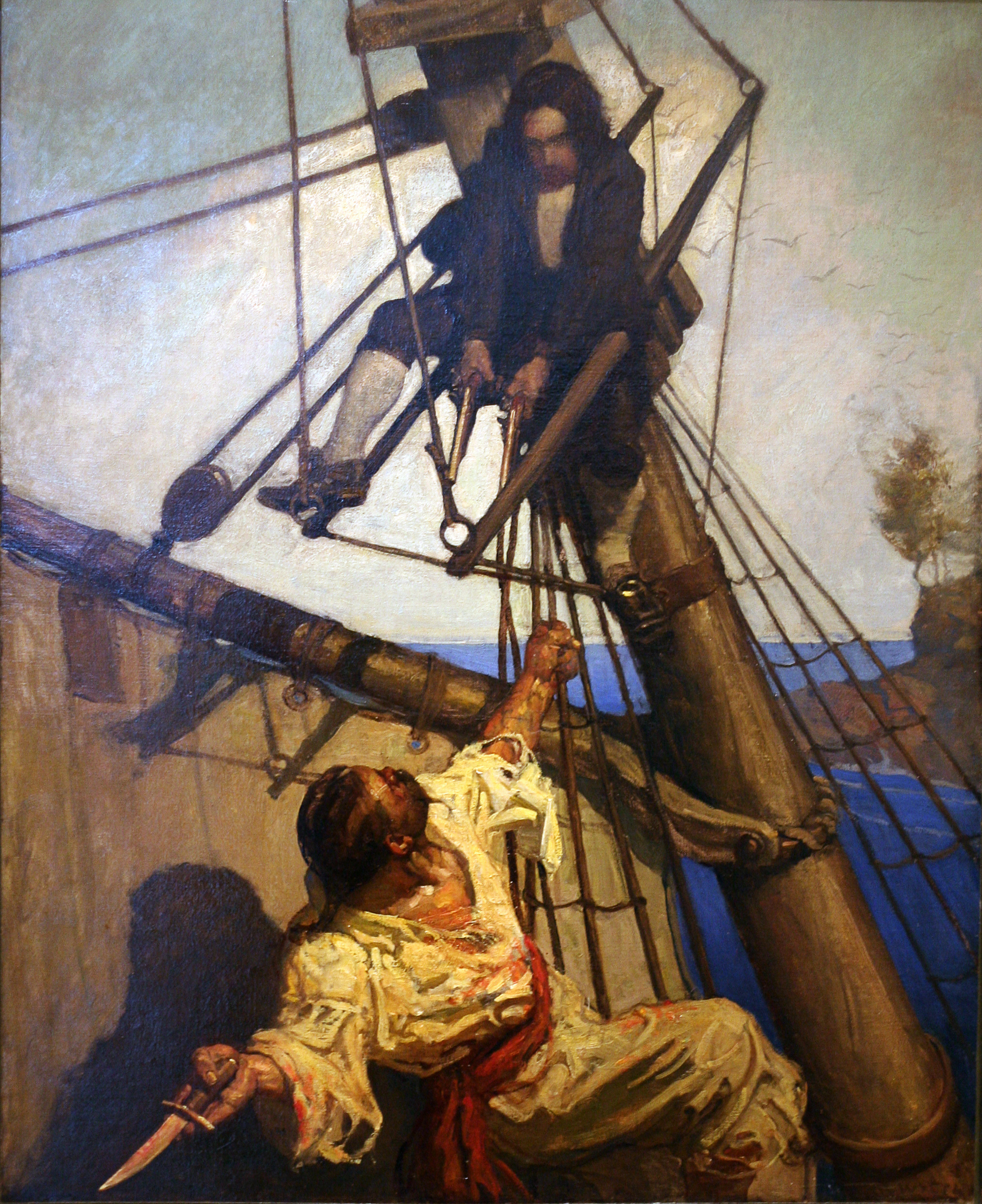
Skattkammarön.

- Skattkammarön av Robert Louis Stevenson
- Ur lifvet II av Anne Charlotte Leffler
- Ur lifvet III av Anne Charlotte Leffler
- Sanna kvinnor av Anne Charlotte Leffler
- Skådespelerskan av Anne Charlotte Leffler

### V – Ö
- Vid vägkanten II av Amanda Kerfstedt

## Födda
- 30 april – Jaroslav Hašek (död 1923), tjeckisk författare.
- 12 maj – Fredrik Böök (död 1961), svensk litteraturhistoriker, från 1922 ledamot av Svenska Akademien.
- 3 juli – Franz Kafka (död 1924), tjeckisk (tyskspråkig) judisk författare.
- 16 september – T.E. Hulme (död 1917), engelsk kritiker och poet.
- 17 september – William Carlos Williams (död 1963), nordamerikansk poet.
- 19 september – Hjalmar Bergman (död 1931), svensk författare.
- 19 november – Ossian Elgström (död 1950), svensk etnolog, författare och konstnär.

## Avlidna
- 24 april – Jules Sandeau, 72, fransk författare och skriftställare.